# Forza Motorsport 6
Forza Motorsport 6 je závodní videohra z roku 2015 vyvinutá společností Turn 10 Studios a vydaná společností Microsoft Studios pro Xbox One.
Forza Motorsport 6 obsahuje více než 450 vozů, více než dvojnásobný počet vozů ve Forza Motorsport 5 a celkem 27 tratí, z nichž sedm je v této hře nových.

## Vývoj a marketing
Forza Motorsport 6 byla poprvé představena veřejnosti v rámci severoamerického mezinárodního autosalonu 2015 v Detroitu, dne 12. ledna 2015. Oznámení bylo učiněno ve stejný den, kdy Ford Motor Company představila svou nejnovější verzi supersportovního vozu Ford GT. Podle Henryho Forda III, výkonného ředitele odpovědného za vývoj GT, je toto uspořádání součástí Fordova názoru, že videohry jsou „novou cestou, jak oslovit naše zákazníky”.